# منصف الطرابلسي
منصف الطرابلسي (1944 - 4 أبريل 2013) شقيق ليلى الطرابلسي الزوجة الثانية للرئيس التونسي الراحل زين العابدين بن علي. قبل مصاهرته لبن علي كان يعمل بوصفه مصوراً فوتوغرافياً.

## المحاكمات
| الاتهامات                                  | الأحكام                 | التاريخ                     | مجموع الأحكام     | التوقيف    | الخروج من السجن                                | المصادر     |
| ------------------------------------------ | ----------------------- | --------------------------- | ----------------- | ---------- | ---------------------------------------------- | ----------- |
| تورط في قضايا احتيال وإساءة استخدام السلطة | توقيف 1 سنة و6 أشهر سجن | 12 يناير 2012 12 أغسطس 2011 | 1 سنة و6 أشهر سجن | يناير 2011 | توفي في المستشفى بعد تعكر حالته ونقله من السجن | [ 3 ] [ 4 ] |

## وفاته
أجريت له في منتصف شهر مارس 2013 عملية جراحية دقيقة لاستئصال ورم دماغي تسبب له في شلل نصفي، وبعد إجراء العملية بـ4 أيام فقط أعيد إلى السجن وتدهورت حالته الصحية من جديد فتم إلزامه بالمكوث تحت العناية المركزة داخل السجن. وفي 18 مارس 2013 تم نقله إلى أحد مستشفيات الأعصاب حيث توفي ليلة الخميس 4 أبريل 2013.